# Mark I 坦克
Mark I 坦克，由英國研製並在第一次世界大戰於英國軍隊服役，是世界上第一種正式參與戰爭的坦克。 Mark I 坦克在1916年8月開始服役，並於1916年9月15日首次應用在索姆河戰役上。它的主要作用是破壞戰場上的鐵絲網、越過戰壕、亦能抵禦小型武器的射擊。

## 歷史及設計
英國的威爾遜中尉及崔斯頓在1915年夏天為陸舟委員會製作了小威利戰車後，發現未能滿足委員會的幾項要求，特別是跨越戰壕的能力不足。為滿足委員會的要求，威爾遜就設計了一輛以菱形為整體構形的戰車，並於1915年12月成功製成試驗車。當時試驗車的代號為「母親」（Mother）。到1916年初通過所有測試，代號亦改為「坦克」（Tank）。從第一輛生產的戰車開始，正式稱為Mark I 坦克（Mark I Tank），同時也正式開啟 「坦克」（Tank）這個名詞。之後因為賦予的任務不同，區分為：沒有裝備火砲只配有機槍的稱為 「雌性坦克」（Female tank），裝備火砲也配有機槍的稱為 「雄性坦克」（Male tank）。

## 特徵

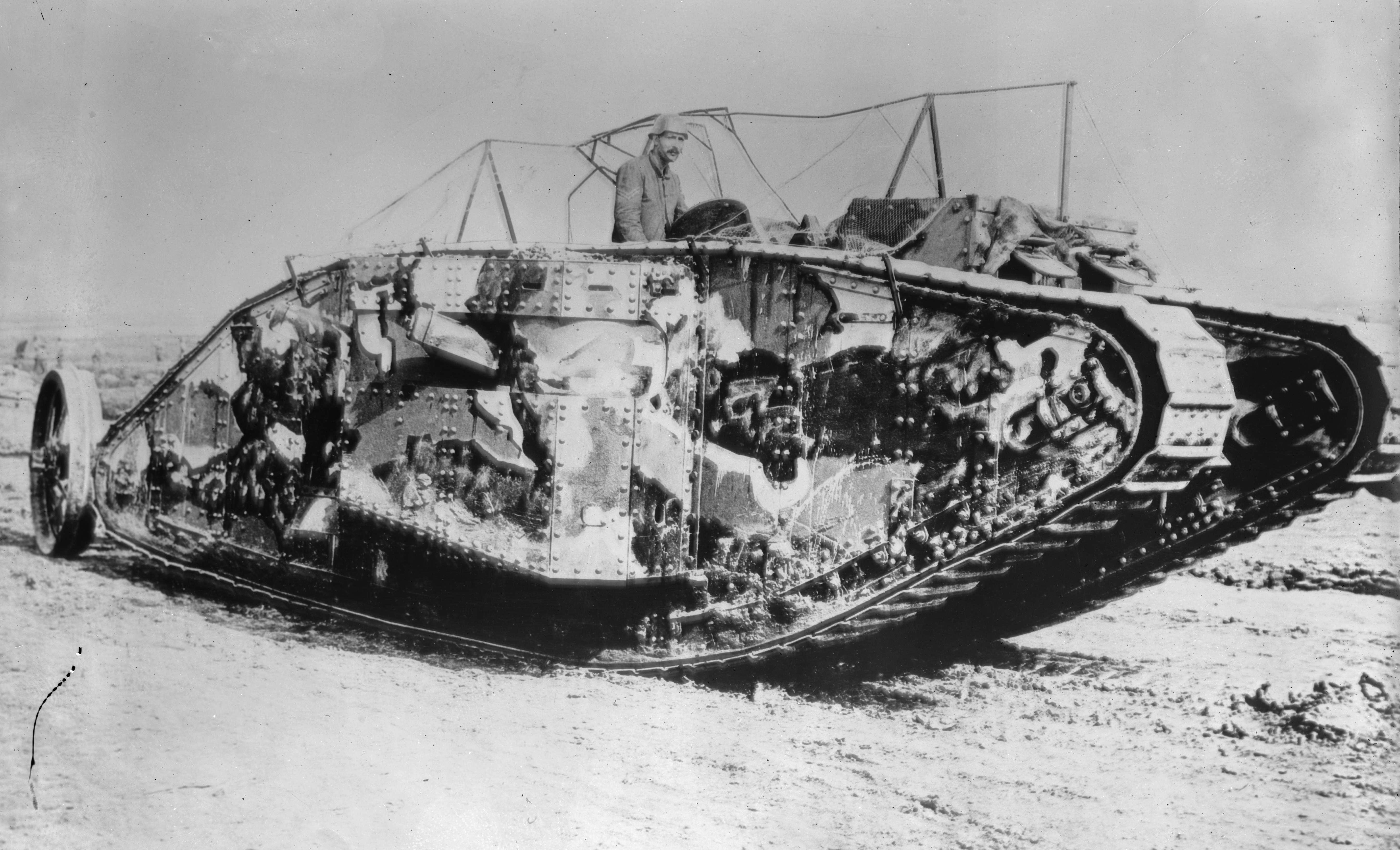
塗上了迷彩的英國Mark I 坦克

Mark I 坦克的菱形構型的特點是戰車底盤與上部車身結合為一體變成一個高大的菱形，加上低重心及特長履帶，就如把整個戰車車體變成了一個大車輪，令車體可以滾過一切的鐵絲網與大小壕溝。
在雌雄兩型坦克車體左右兩旁都有設置各一門砲塔，雄性坦克在砲塔上裝備一門霍奇基斯QF 6磅炮，其後設置一挺7.7毫米口徑維克斯水冷式重機槍，車身前後兩旁再各設置一挺維克斯機槍，總計砲2門，重機槍4挺。雌性坦克是在雄性坦克原裝設6磅砲的位置改為一挺維克斯機槍，其他沒有變化。
車體內的乘員室並無任何隔間，引擎和武器等機械同處於一個空間內，加上引擎無裝置減震減音裝置，因此環境非常惡劣。車體內部充斥來自引擎的一氧化碳廢氣、汽油和機油味，而武器開火後的硝煙味亦直接衝擊車箱內的空氣質素，再加上車箱內溫度高達攝氏50度，極端惡劣的環境導致不少乘員在車上暈倒。
因各種武器直接放置在車箱內，為減輕各種開火時會引起的危險（如卡彈、開炮的火花及彈出的彈殼），乘員會戴上頭盔，護目鏡及鎖鏈臉罩。
Mark I坦克的操控十分困難，轉彎是依靠控制左右兩邊履帶的速度。坦克乘員共有8人，指揮官與駕駛各一人縱列並坐於坦克前部，指揮官與駕駛都負責操控坦克，坦克後部還有2人要分別站著操作左右各一個的2段變速傳動箱，也就是說操控一輛Mark I 坦克需要4個人。因車內非常嘈吵，前方及後方的乘員會先用扳手大力敲打引擎盒引起對方注意，再用手勢去溝通。其餘的四人就是砲手以及裝填手，裝填手與齒輪員還要兼當機槍手。
因為沒有無線電通訊，所以車內會攜帶兩隻信鴿用來與司令部通訊。
在一戰期間，英國的宣傳工具經常將坦克形容成神奇武器，可使戰事縮短。

## Mark I 衍生型號

### Mark II 坦克

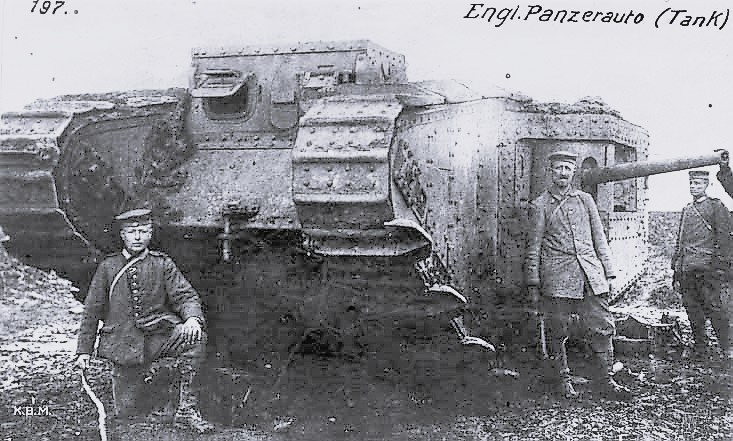
Mark II 坦克; 編號:799; 1917年4月11日於阿拉斯附近被俘。

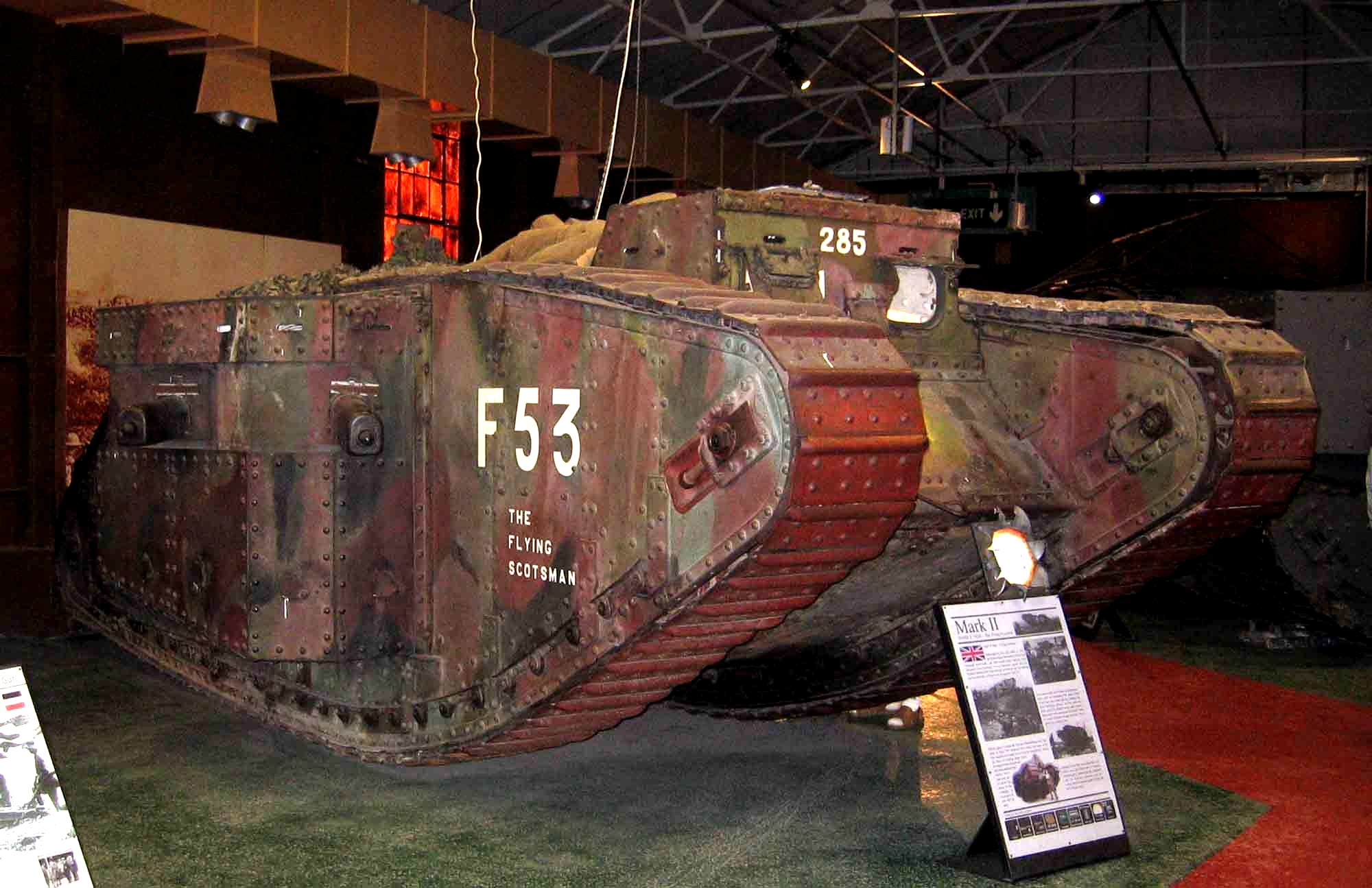
現存於英國「Bovington Tank Museum」的Mark II F53 The Flying Scotsman坦克

將Mark II 坦克和Mark I作比較時，會發現兩種坦克就只有很小的修改，原因是Mark II原來的製造目的是用來作為訓練車。
但由於Mark I 的生產量未能達標，所以Mark II 亦有參加1917年4月的阿拉斯戰役。
由1916年12月至1917年1月，Mark II 共生產了50輛（25輛雄性及25輛雌性）。

### Mark III 坦克
Mark III 坦克和Mark II一樣，原來就是作為教練車，但和Mark II不同的是，有很多其後用於Mark IV的新設計都放在Mark III作實驗，所以Mark III和Mark II比較時，雙方的差別會比較大。
Mark III共生產了50輛，但最後兩輛均於第二次世界大戰期間遭到銷毀。

### Mark IV 坦克

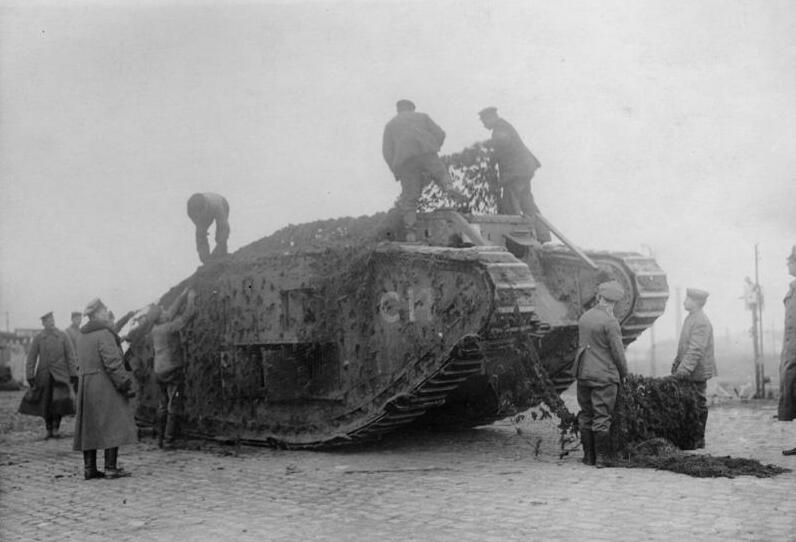
雌性Mark IV坦克

從1917年5月至1918年的年底，共生產了1,220輛。配備兩門霍奇基斯QF 6磅炮的雄性Mark IV 重28.4噸，而配備5挺路易士機槍的雌性Mark IV則重27.4噸。

### Mark V 坦克

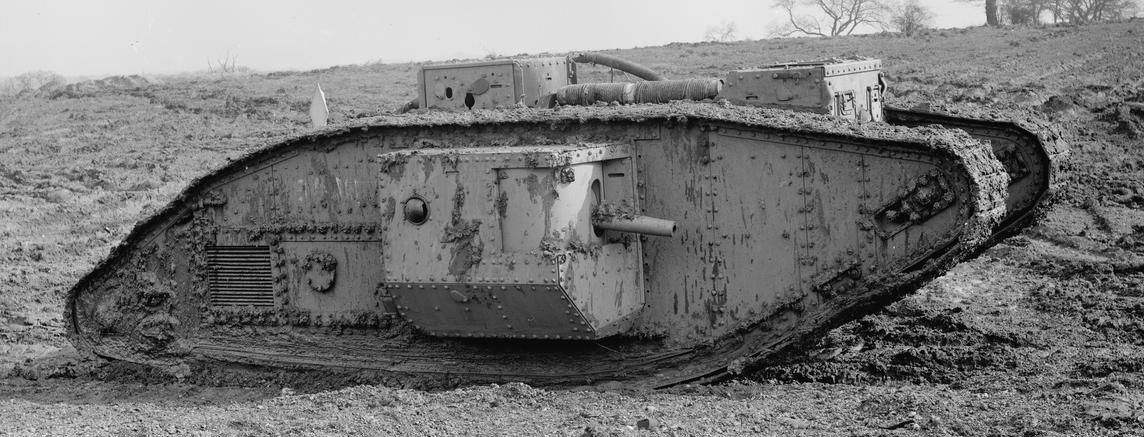
雄性Mark V坦克

從1917年至1918年6月，共生產了400輛，其服役年期為1918年至1945年。

### Mark VIII 坦克

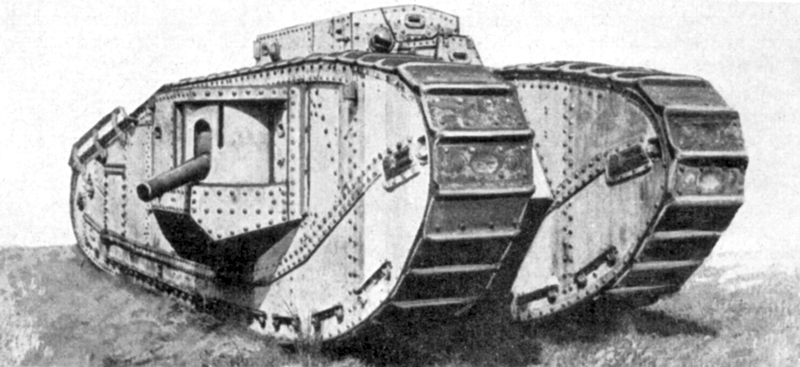
Mark VIII坦克

從1918年至1920年，共生產了125輛。主炮為兩門霍奇基斯QF 6磅炮。重量為37.6噸。

### Mark IX 坦克

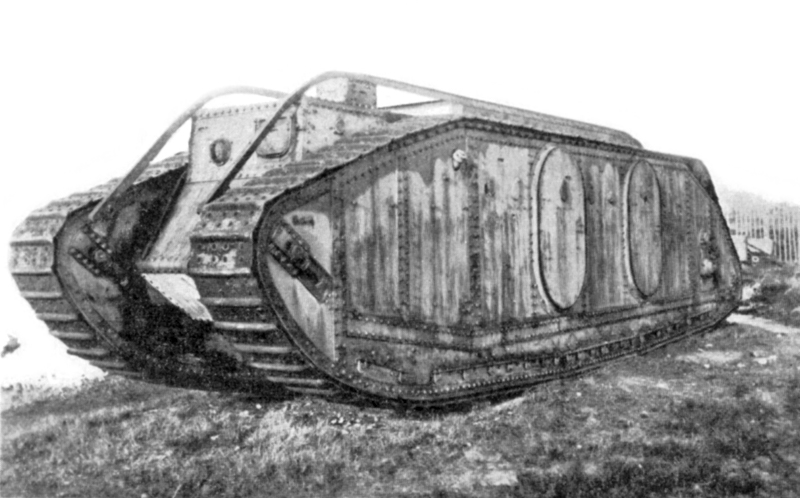
Mark IX坦克

有別於其他 Mark 系列，Mark IX 坦克是史上第一台裝甲運兵車，除4位戰車操作人員外，可乘載30名士兵。

### Mark X 坦克
Mark X 是依據Mark V 版本為主的設計，主要是改良其操控性和增加操作人員的舒適度。若Mark VIII設計失敗，Mark X就是其應變計畫下的版本。

## 流行文化
- 少女與戰車

日本動畫《少女与战车 最終章“GIRLS und PANZER das FINALE”》中，Mark IV為鲨鱼组（船舶科隊）所搭乘的車輛登場，內部加裝了無線電密碼機。
- 戰車世界

僅限時活動--Thank You, Mark！中出現。

战争雷霆
2025年4月愚人节限时活动中作为奖励，战斗权重1.0
- 夺宝奇兵3：圣战奇兵

美國電影《夺宝奇兵3：圣战奇兵》中，Mark VII為哈塔伊共和国支援多诺万與納粹成員的武器
- 改編自漫畫的美國電影《天降奇兵》開場，「魅影」所率領的集團動用了一台菱形戰車闖入金庫。
- 《變形金剛5：最終騎士》中，猛犬 (Bulldog) 的載具型態為Mark I。